# Singularitat gravitatòria
Una singularitat gravitatòria, també anomenada singularitat de l'espaitemps, és un punt on les quantitats emprades per a mesurar el camp gravitatori esdevenen infinites. Aquestes quantitats inclouen la curvatura de l'espaitemps o la densitat de la matèria. Formalment, un espaitemps amb una singularitat conté geodèsiques que no es poden completar d'una manera suau. El límit d'aquestes geodèsiques és la singularitat.
Els dos tipus més importants de singularitats de l'espaitemps són singularitats de curvatura i singularitats còniques. Les singularitats també es poden dividir segons si estan protegides per un horitzó d'esdeveniments o no. En el darrer cas, se les anomena singularitats nues. D'acord amb la relativitat general, l'univers va començar en una singularitat, a partir de la qual esdevingué una gran explosió (big-bang, en el seu nom popular en anglès). Un altre tipus de singularitat predita per la relativitat general és a l'interior d'un forat negre: qualsevol estel que col·lapsi més enllà d'un cert punt forma un forat negre, a l'interior del qual es forma una singularitat. Aquesta singularitat és del tipus de singularitat de curvatura.